# HTV-3
HTV-3 eller Kounotori 3 (japanska: こうのとり3号機), var Japans tredje H-II Transfer Vehicle, uppskjutningen skede den 21 juli 2012, med en H-IIB raket. Ombord fanns bland annat förnödenheter, experiment och reservdelar. Farkosten anlände till Internationella rymdstationen den 27 juli och med hjälp av Canadarm2 dockades den med stationen. Farkosten lämnade stationen den 11 september 2012 och brann upp i jordens atmosfär den 14 september 2012.
Farkostens japanska namn kounotori betyder "amurstork" på japanska.

### Fotnoter
1. ↑  ”NASA Space Science Data Coordinated Archive” (på engelska). NASA. https://nssdc.gsfc.nasa.gov/nmc/spacecraft/display.action?id=2012-038A. Läst 2 mars 2020.
2. ↑  Manned Astronautics - Figures & Facts Arkiverad 3 oktober 2015 hämtat från the Wayback Machine., läst 23 juli 2016.